# UB-42号潜艇
陛下之UB-42号艇是德意志帝国海军于第一次世界大战期间建造的其中一艘UB-II型近岸潜艇或称U艇。它由不来梅的威悉船厂承建，自1915年9月3日开始铺设龙骨。其全长36.9米，水面及水下排水量分别为272吨和305吨，艇载武器则包括两具500毫米的艇艏鱼雷发射管以及一门88毫米口径甲板炮。完工后的艇体被拆解成若干部分并通过铁路运输至奥匈帝国港口普拉进行重新组装，并于1916年3月在当地下水及交付使用。
UB-42号曾先后被部署至普拉区舰队和君士坦丁堡半区舰队服役，并参与了地中海潜艇战。在总共21次巡逻期间，该艇累计击沉了11艘协约国或中立国商船，容积总吨为16047吨。1916年10月，UB-42号还负责运送了持有黄金来资助格鲁吉亚独立运动的5名格鲁吉亚人。随着奥斯曼帝国于1918年10月底覆灭，UB-42号逃往塞瓦斯托波尔，但于11月在当地投降。该艇最终被带到马耳他，于1920年拆解报废。

## 设计及建造
第一次世界大战爆发后，随着U艇战形势的发展，UB-I型潜艇排水量过小、适航性不佳、推进系统可靠性低等问题愈发凸显。一个主要问题是，由于它们只有单个螺旋桨轴和发动机组合，如果其中任何一个部件发生故障，潜艇就会几乎完全失效。为了纠正相关缺陷，潜艇监察局于1915年4月研发了UB-I型潜艇的放大版——UB-II型。UB-II型艇采用了双桨双发配置（每个发动机驱动一根轴），同时也提高了潜艇的航速。新的设计还包括续航能力更强的蓄电池、更大的鱼雷发射管和甲板炮。作为UB-II型艇的一份子，UB-42号还可以携带两倍于UB-I型的鱼雷载荷，以及将近十倍的燃料。为了适应所有这些变化，其艇体更大，而且水面和水下排水量均是UB-I型艇的两倍以上。
UB-42号是不来梅威悉船厂承建的UB-II型第二批次（UB-42至UB-47号）首艇，由德国国家海军办公室于1915年7月31日订购。其全长36.90米，舷宽4.37米。艇体采用单壳体加鞍形水柜构造，浮起时的吃水深度为3.75米，水面及水下排水量分别为272吨和305吨。其主机为两台戴姆勒六缸四冲程270匹公制馬力（200千瓦特）柴油机用于水面运行，以及两台280匹公制馬力（210千瓦特）的西门子-舒克特电动发电机用于水下航行；水面最高航速9.06節（16.78每小時），水下5.71節（10.57每小時）；能够在水面以5节航速续航7,030海里（13,020），或以4節（7.4每小時）连续在水下航行45海里（83）而无需充电。蓄电池被放置在中央潜柜的前方，以配平更重的发动机安装。其最大潜水深度为50米，潜没需时为30－45秒。
UB-42号的主武器为两具500毫米艇艏鱼雷发射管，采用层叠式布局，以实现可以创造最佳表面效率的舷弧设计；鱼雷携带量为4枚，威力亦显著提高。辅助武器是一门88毫米30倍径速射炮。司令塔增加了一具潜望镜，并配备了1根两段式可伸缩通信桅杆，前水平舵外形也做了调整。其标准船员编制为2名军官加21名水兵。
UB-42号自1915年9月3日开始铺设龙骨。由于舷宽突破了铁路限界，大多数UB-II型艇都是在竣工后独力驶往作战港口，但作为在建造中即被指派至地中海服役的六艘姊妹艇之一，UB-42号仍然是通过铁路运往奥匈帝国的海军基地普拉。解决办法是将艇体纵向剖开，分成大致相等的若干部分后，再通过铁路平车装运。威悉船厂的工人会在普拉重新组装该艇，UB-42号于1916年3月4日在当地下水。

## 服役历史
1916年3月23日，UB-42号在首次担任艇长、时年30岁的海军上尉弗里茨·韦尼克的指挥下正式入役，随即展开海试。完成海试后，该艇于5月4日被编入普拉区舰队。尽管区舰队的基地设于奥匈帝国的军港普拉，但其下属潜艇却主要在更南端、更靠近地中海的卡塔罗基地执行任务。它们通常只会返回普拉进行维修。UB-42号最初服役的几个月被证明是失败的；该艇在普拉区舰队中未能击沉任何船只。
在同盟国占领罗马尼亚南部之后（参见第一次世界大战中的罗马尼亚），德意志帝国海军便有足够的燃油供部署至黑海的潜艇使用。为此，UB-42号及其普拉区舰队的三艘姊妹艇奉命前往君士坦丁堡，沿途必须穿越协约国已在1916年中期布设了大量水雷的达达尼尔海峡。UB-42号于8月16日加入君士坦丁堡半区舰队。
德国潜艇在黑海所获的成就甚微，从1916年8月至年底仅击沉六艘船，其中UB-42号在9月和10月的击沉量便占了这六艘的一半。9月3日，韦尼克率UB-42在黑海击沉了俄国运输舰彼得·达西号（Peter Darcy），取得首个战功。这艘容积为731总吨的船舶是在从康斯坦察驶向敖德萨时被UB-42号发射的鱼雷击中。9月30日，UB-42号又在苏利纳港口附近向罗马尼亚海军鱼雷艇兹梅乌号发射了一枚鱼雷，但未能命中。罗马尼亚军舰发起反击，破坏了潜艇的潜望镜和司令塔，迫使UB-42号撤退。
1917年4月，UB-42号在地中海作战期间袭击了四艘船。4月1日，韦尼克在蒂洛斯島西北部击沉了122总吨的意大利帆船弗洛拉号（Flora）。4月14日，英国单桅战船维罗妮卡号在亚历山大港对开约45海里（83）处遭UB-42号发射的鱼雷击损。两天后，UB-42号在加沙附近击沉一艘86总吨的埃及帆船罗塞塔号（Rosetta）；一周后又在罗得岛以东的爱琴海上击沉了一艘15总吨的意大利帆船博罗号（Boro）。
5月14日，前UB-14号艇长、时年27岁的海军中尉库尔特·施瓦茨接替韦尼克担任UB-42号指挥官。施瓦茨于6月24日率领UB-42号取得了其军旅生涯中的最大战功——击沉英国轮船切斯特人号（Cestrian）。这艘容积总吨达8912吨的前利兰航运货轮当时正被征用为运兵船，船上载有800匹战马，在爱琴海的斯基罗斯岛东南约4海里（7.4）处被施瓦茨送入海底。切斯特人号有3名船员在袭击中遇难，根据作者R·H·吉布森与莫里斯·普伦德加斯特的说法，船上部队的“纪律严明”是他们没有造成更大伤亡唯一原因。
UB-42号于10月初奉命运送5名携带黄金的格鲁吉亚人返回黑海，以资助格鲁吉亚独立运动。在黑海停留期间，UB-42号先后击沉了两艘俄国帆船，分别是10月11日的圣乔治斯号（Agios Georgios），以及11月22日的弗朗西斯科·帕特里诺号（Francesco Patrino）。同一天，该艇还发射鱼雷击沉了1086总吨的俄国轮船锡拉库希号（Siracusy），当时后者正锚泊在格鲁吉亚港口新阿丰附近。此外，UB-42号也曾对黑海北部城镇图阿普谢实施炮击。
海军上尉埃里希·冯·罗尔沙伊特于1918年4月6日接掌UB-42号。六周后，他便率艇在新罗西斯克附近缴获了电动辅助帆船谢尔盖号（Sergij）作为战利品。9月，海军上尉汉斯·格奥尔格·吕贝（他接替了担任UB-42号艇长两个月的赫伯特·诺尔德）率领潜艇击沉了它的最后一艘船舶。9月7－8日夜间，容积总吨为1833吨的意大利轮船维琴察号（Siracusy）在萨洛尼卡以南沉入海底。UB-42的艇长职务于战争结束前又完成了两次更迭，但该艇未能再取得任何战功。
1918年10月30日签署的《穆兹罗斯停战协定》结束了奥斯曼帝国的战事，仍驻扎在君士坦丁堡的UB-42号遂撤退至塞瓦斯托波尔。在那里，它于11月26日与另外三艘同属君士坦丁堡半区舰队的潜艇UB-14、UC-23和UC-37号一同向协约国缴械投降。UB-42号最终于1920年被拖至马耳他拆解报废。

## 袭击历史摘要
| 日期           | 船名                  | 船籍                 | 吨位              | 结局       |
| -------------- | --------------------- | -------------------- | ----------------- | ---------- |
| 1916年9月3日   | 彼得·达西号           | 俄罗斯帝国           | 731               | 击沉       |
| 1916年10月5日  | 圣尼古拉号            | 俄罗斯帝国           | 150               | 击沉       |
| 1916年10月19日 | 沙丽塔号              | 俄罗斯帝国           | 2891              | 击沉       |
| 1917年4月1日   | 弗罗拉号              | 義大利王國           | 122               | 击沉       |
| 1917年4月14日  | 维罗妮卡号            | 英國皇家海軍         | 1200              | 击伤       |
| 1917年4月16日  | 罗塞塔号              | 埃及                 | 86                | 击沉       |
| 1917年4月23日  | 博罗号                | 義大利王國           | 15                | 击沉       |
| 1917年6月24日  | 切斯特人号            | 英国                 | 8912              | 击沉       |
| 1917年10月10日 | 圣乔治斯号            | 俄罗斯帝国           | 106               | 击沉       |
| 1917年11月22日 | 弗朗西斯科·帕特里诺号 | 蘇俄                 | 115               | 击沉       |
| 1917年11月22日 | 锡拉库希号            | 蘇俄                 | 1086              | 击沉       |
| 1918年5月16日  | 谢尔盖号              | 蘇俄                 | 97                | 缴作战利品 |
| 1918年9月7日   | 维琴察号              | 義大利王國           | 1833              | 击沉       |
|                |                       | 击沉： 击伤： 总计： | 16144 1200 104612 |            |

## 脚注
1. 1 2 3 4 5 6 7  Helgason, Guðmundur. . German and Austrian U-boats of World War I - Kaiserliche Marine - Uboat.net.   [2009-02-13].
2. 1 2 3 4  Gröner 1991，第23-25頁.
3. 1 2  Helgason, Guðmundur. . German and Austrian U-boats of World War I - Kaiserliche Marine - Uboat.net.   [2022-04-02].
4. 1 2  Helgason, Guðmundur. . German and Austrian U-boats of World War I - Kaiserliche Marine - Uboat.net.   [2022-04-02].
5. 1 2  Helgason, Guðmundur. . German and Austrian U-boats of World War I - Kaiserliche Marine - Uboat.net.   [2022-04-02].
6. ↑  Helgason, Guðmundur. . German and Austrian U-boats of World War I - Kaiserliche Marine - Uboat.net.   [2022-04-02].
7. ↑  Helgason, Guðmundur. . German and Austrian U-boats of World War I - Kaiserliche Marine - Uboat.net.   [2022-04-02].
8. ↑  Helgason, Guðmundur. . German and Austrian U-boats of World War I - Kaiserliche Marine - Uboat.net.   [2022-04-02].
9. ↑  Helgason, Guðmundur. . German and Austrian U-boats of World War I - Kaiserliche Marine - Uboat.net.   [2022-04-02].
10. 1 2 3  Miller，第48頁.
11. 1 2 3 4  陈进，第47頁.
12. ↑  Williamson，第13頁.
13. 1 2 3 4  Tarrant，第172頁.
14. ↑  Rössler，第50頁.
15. 1 2  Halpern，第383頁.
16. ↑  Miller，第49頁.
17. ↑  Helgason, Guðmundur. . German and Austrian U-boats of World War I - Kaiserliche Marine - Uboat.net.   [2009-03-05].
18. ↑  Halpern，第384頁.
19. 1 2 3 4  Helgason, Guðmundur. . German and Austrian U-boats of World War I - Kaiserliche Marine - Uboat.net.   [2009-02-13].
20. 1 2  Halpern，第248–249頁.
21. ↑  Halpern，第249頁.
22. ↑  Helgason, Guðmundur. . German and Austrian U-boats of World War I - Kaiserliche Marine - Uboat.net.   [2009-02-13].
23. ↑  Constantin Cumpănă, Corina Apostoleanu, Amintiri despre o flota pierduta – vol. II – Voiaje neterminate, 2011, Telegraf Advertising
24. ↑  Revista，第681-682頁.
25. ↑  . ligamilitarilor.ro. 2013-02-28  [2022-03-25]. （原始内容存档于2017-09-05）.
26. ↑  Helgason, Guðmundur. . German and Austrian U-boats of World War I - Kaiserliche Marine - Uboat.net.   [2009-02-13].
27. ↑  Helgason, Guðmundur. . German and Austrian U-boats of World War I - Kaiserliche Marine - Uboat.net.   [2009-02-13].
28. ↑  Helgason, Guðmundur. . German and Austrian U-boats of World War I - Kaiserliche Marine - Uboat.net.   [2009-02-13].
29. ↑  Helgason, Guðmundur. . German and Austrian U-boats of World War I - Kaiserliche Marine - Uboat.net.   [2009-02-13].
30. ↑  Helgason, Guðmundur. . German and Austrian U-boats of World War I - Kaiserliche Marine - Uboat.net.   [2009-02-13].
31. ↑  Helgason, Guðmundur. . German and Austrian U-boats of World War I - Kaiserliche Marine - Uboat.net.   [2009-02-13].
32. ↑  Gibson & Prendergast，第251頁.
33. 1 2  Halpern，第254頁.
34. ↑  Helgason, Guðmundur. . German and Austrian U-boats of World War I - Kaiserliche Marine - Uboat.net.   [2009-02-13].
35. ↑  Helgason, Guðmundur. . German and Austrian U-boats of World War I - Kaiserliche Marine - Uboat.net.   [2009-02-13].
36. ↑  Helgason, Guðmundur. . German and Austrian U-boats of World War I - Kaiserliche Marine - Uboat.net.   [2009-02-13].
37. ↑  Helgason, Guðmundur. . German and Austrian U-boats of World War I - Kaiserliche Marine - Uboat.net.   [2009-02-13].
38. ↑  Helgason, Guðmundur. . German and Austrian U-boats of World War I - Kaiserliche Marine - Uboat.net.   [2009-02-13].
39. ↑  Gibson & Prendergast，第275頁.
40. ↑  陈进，第268頁.